# Amerikaanse auto in 1974
Dit artikel geeft een overzicht van alle Amerikaanse en Australische personenwagens uit 1974. De auto's staan alfabetisch gerangschikt per merk.

## Noord-Amerika
| American Motors |                  | concern:              | onafhankelijk |
| American Motors | divisie:         |                       |               |
| American Motors | merk:            | AMC Verenigde Staten  |               |
| American Motors | model:           | Matador coupé / sedan |               |
| American Motors | einde productie: | 1978                  |               |
| American Motors | productieaantal: | ?                     |               |

| Cadillac |                  | concern:                  | General Motors Verenigde Staten |
| Cadillac | divisie:         |                           |                                 |
| Cadillac | merk:            | Cadillac Verenigde Staten |                                 |
| Cadillac | model:           | Calais sedan / coupé      |                                 |
| Cadillac | einde productie: | 1974                      |                                 |
| Cadillac | productieaantal: | 8600/14.450               |                                 |

| Cadillac |                  | concern:                  | General Motors Verenigde Staten |
| Cadillac | divisie:         |                           |                                 |
| Cadillac | merk:            | Cadillac Verenigde Staten |                                 |
| Cadillac | model:           | Eldorado cabriolet        |                                 |
| Cadillac | einde productie: | 1974                      |                                 |
| Cadillac | productieaantal: | 7600                      |                                 |

| Cadillac |                  | concern:                  | General Motors Verenigde Staten |
| Cadillac | divisie:         |                           |                                 |
| Cadillac | merk:            | Cadillac Verenigde Staten |                                 |
| Cadillac | model:           | Seventy-Five              |                                 |
| Cadillac | einde productie: | 1974                      |                                 |
| Cadillac | productieaantal: | ?                         |                                 |

| Cadillac |                  | concern:                  | General Motors Verenigde Staten |
| Cadillac | divisie:         |                           |                                 |
| Cadillac | merk:            | Cadillac Verenigde Staten |                                 |
| Cadillac | model:           | Deville coupe / sedan     |                                 |
| Cadillac | einde productie: | 1974                      |                                 |
| Cadillac | productieaantal: | 335.270/227.160           |                                 |

| Cadillac |                  | concern:                  | General Motors Verenigde Staten |
| Cadillac | divisie:         |                           |                                 |
| Cadillac | merk:            | Cadillac Verenigde Staten |                                 |
| Cadillac | model:           | Sixty Special Brougham    |                                 |
| Cadillac | einde productie: | 1974                      |                                 |
| Cadillac | productieaantal: | 37.000                    |                                 |

| Chevrolet |                  | concern:                   | General Motors Verenigde Staten |
| Chevrolet | divisie:         |                            |                                 |
| Chevrolet | merk:            | Chevrolet Verenigde Staten |                                 |
| Chevrolet | model:           | Caprice                    |                                 |
| Chevrolet | einde productie: | 1976                       |                                 |
| Chevrolet | productieaantal: | ?                          |                                 |

| Dodge |                  | concern:               | Chrysler Verenigde Staten |
| Dodge | divisie:         |                        |                           |
| Dodge | merk:            | Dodge Verenigde Staten |                           |
| Dodge | model:           | Monaco                 |                           |
| Dodge | einde productie: | 1974                   |                           |
| Dodge | productieaantal: | ?                      |                           |

| Dodge Plymouth |                  | concern: | Chrysler Corporation Verenigde Staten |
| Dodge Plymouth | divisie:         | |                                       |
| Dodge Plymouth | merk:            | Dodge en Plymouth Verenigde Staten                                                                                          |                                       |
| Dodge Plymouth | model:           | Ramcharger (Dodge), Trail Duster (Plymouth) suv-cabriolet met optioneel stoffen dak of afneembaar stalen dak (1e generatie) |                                       |
| Dodge Plymouth | einde productie: | 1980 |                                       |
| Dodge Plymouth | productieaantal: | ca. 109.000 (Ramcharger), ca. 36.000 (Trail Duster)                                                                         |                                       |

| Dodge |                  | concern:               | Chrysler Verenigde Staten |
| Dodge | divisie:         |                        |                           |
| Dodge | merk:            | Dodge Verenigde Staten |                           |
| Dodge | model:           | Dart                   |                           |
| Dodge | einde productie: | 1976                   |                           |
| Dodge | productieaantal: | ?                      |                           |

| Ford |                  | concern:              | onafhankelijk |
| Ford | divisie:         |                       |               |
| Ford | merk:            | Ford Verenigde Staten |               |
| Ford | model:           | Torino Gran Torino    |               |
| Ford | einde productie: | 1976                  |               |
| Ford | productieaantal: | ?                     |               |

| Ford |                  | concern:              | onafhankelijk |
| Ford | divisie:         |                       |               |
| Ford | merk:            | Ford Verenigde Staten |               |
| Ford | model:           | Elite                 |               |
| Ford | einde productie: | 1976                  |               |
| Ford | productieaantal: | ?                     |               |

| Ford |                  | concern:               | onafhankelijk |
| Ford | divisie:         |                        |               |
| Ford | merk:            | Ford Verenigde Staten  |               |
| Ford | model:           | Granada (1e generatie) |               |
| Ford | einde productie: | 1980                   |               |
| Ford | productieaantal: | ?                      |               |

| Jeep |                  | concern:                                                                                             | American Motors Corporation Verenigde Staten |
| Jeep | divisie:         | |                                              |
| Jeep | merk:            | Jeep Verenigde Staten                                                                                |                                              |
| Jeep | model:           | Cherokee tweedeur-suv (1e generatie; gebaseerd op de Wagoneer; de vierdeurvariant verscheen in 1977) |                                              |
| Jeep | einde productie: | 1983                                                                                                 |                                              |
| Jeep | productieaantal: | 197.338 (inclusief de vierdeurvariant)                                                               |                                              |

| Mercury |                  | concern:                             | Ford Motor Company Verenigde Staten |
| Mercury | divisie:         |                                      |                                     |
| Mercury | merk:            | Mercury Verenigde Staten             |                                     |
| Mercury | model:           | Bobcat (badge-engineered Ford Pinto) |                                     |
| Mercury | einde productie: | 1980                                 |                                     |
| Mercury | productieaantal: | 224.026                              |                                     |

| Mercury |                  | concern:                 | Ford Motor Company Verenigde Staten |
| Mercury | divisie:         |                          |                                     |
| Mercury | merk:            | Mercury Verenigde Staten |                                     |
| Mercury | model:           | Comet                    |                                     |
| Mercury | einde productie: | 1975                     |                                     |
| Mercury | productieaantal: | ?                        |                                     |

| Plymouth |                  | concern:                                                                               | Chrysler Corporation Verenigde Staten |
| Plymouth | divisie:         |                                                                                        |                                       |
| Plymouth | merk:            | Plymouth Verenigde Staten                                                              |                                       |
| Plymouth | model:           | Voyager (badge-engineered Dodge Sportsman, de passagiersvariant van de Dodge B Series) |                                       |
| Plymouth | einde productie: | 1983                                                                                   |                                       |
| Plymouth | productieaantal: | ?                                                                                      |                                       |

| Pontiac |                  | concern:                 | General Motors Verenigde Staten |
| Pontiac | divisie:         |                          |                                 |
| Pontiac | merk:            | Pontiac Verenigde Staten |                                 |
| Pontiac | model:           | Bonneville               |                                 |
| Pontiac | einde productie: | 1977                     |                                 |
| Pontiac | productieaantal: | ?                        |                                 |

| Pontiac |                  | concern:                 | General Motors Verenigde Staten |
| Pontiac | divisie:         |                          |                                 |
| Pontiac | merk:            | Pontiac Verenigde Staten |                                 |
| Pontiac | model:           | GTO                      |                                 |
| Pontiac | einde productie: | 1974                     |                                 |
| Pontiac | productieaantal: | ?                        |                                 |

| Sebring-Vanguard |                  | concern:                                                                | onafhankelijk |
| Sebring-Vanguard | divisie:         |                                                                         |               |
| Sebring-Vanguard | merk:            | Sebring-Vanguard (tot 1978), Commuter (tot 1982) Verenigde Staten       |               |
| Sebring-Vanguard | model:           | CitiCar SV36/SV48 (tot 1978), CitiVan (1977-79), ComutaCar (vanaf 1979) |               |
| Sebring-Vanguard | einde productie: | 1978 (Sebring-Vanguard), 1982 (Commuter)                                |               |
| Sebring-Vanguard | productieaantal: | ca. 2400 (Sebring-Vanguard), ca. 2000 (Commuter)                        |               |

## Australië
| Holden |                  | concern:                                                                            | General Motors Verenigde Staten |
| Holden | divisie:         |                                                                                     |                                 |
| Holden | merk:            | Holden Australië                                                                    |                                 |
| Holden | model:           | Sandman pick-up / bestelwagen (variant van de 7e generatie HQ / HJ / HX / HZ-serie) |                                 |
| Holden | einde productie: | 1980                                                                                |                                 |
| Holden | productieaantal: | ruim 150.000                                                                        |                                 |

| Holden |                  | concern:                                                | General Motors Verenigde Staten |
| Holden | divisie:         |                                                         |                                 |
| Holden | merk:            | Holden Australië                                        |                                 |
| Holden | model:           | Torana coupé / sedan (3e generatie; LH / LX / UC-serie) |                                 |
| Holden | einde productie: | 1979                                                    |                                 |
| Holden | productieaantal: | ca. 175.000 (inclusief de Sunbird-variant uit 1976)     |                                 |